# Schicksalslied
La Canción del destino o Schicksalslied, Op. 54, es una composición para coro y orquesta basada en un poema escrito por Friedrich Hölderlin, considerada como una de las obras corales más importantes de Johannes Brahms. Brahms, en su etapa de madurez, comenzó la composición en el verano de 1868 en Wilhelmshaven, pero no la terminó hasta mayo de 1871. El retraso en su finalización se debió en gran parte a la indecisión de Brahms sobre la forma en que debía concluirla. Ante estas dudas, prefirió comenzar a trabajar en otra obra, Rapsodia para contralto, Op. 53, llegándola a completar en 1869 y siendo estrenada en 1870.
Schicksalslied está considerada como una de las mejores obras corales de Brahms junto a Un réquiem alemán. De hecho, Josef Sittard argumenta en su libro sobre Brahms que aunque no hubiese escrito más que esta obra, hubiese sido suficiente para situarlo entre los mejores maestros. El estreno se produjo en Karlsruhe el 18 de octubre de 1871, bajo la dirección de Hermann Levi. La duración típica de la Canción del destino está entre 15 y 16 minutos. 

## Historia
Brahms comenzó a pensar en la Canción del destino en el verano de 1868 durante una visita a su buen amigo Albert Dietrich en Wilhelmshaven. En la biblioteca personal de Dietrich, Brahms descubrió el fragmento "Hyperions Schicksalslied" en la inacabada novela de Hӧlderlin, Hiperión. Dietrich anotó que Brahms había recibido la inspiración poética para su obra al haber leído los poemas del Schicksalslied, que le habían impresionado gratamente, mientras contemplaba el mar.
El tema poético opone la condición humana a la felicidad celeste de los dioses. En sus estrofas, se describe la dicha de los dioses y el sufrimiento de la humanidad. Brahms escribe una batalla coral para representar esta contraposición.
Brahms completó un esbozo inicial de dos versos de Hӧlderlin en forma ternaria con el tercer movimiento como una reformulación completa del primero. Sin embargo, Brahms no se quedó satisfecho con esta reexpresión del primer movimiento para cerrar la obra, ya que consideró que anularía la dura realidad representada en el segundo movimiento. Este conflicto no llegó a resolverlo y dejó a La canción del destino aparcada, mientras centraba su atención en la Rapsodia para contralto durante 1869-1870. La obra no se terminaría hasta recibir una sugerencia de Hermann Levi que le propuso para concluir la obra que en lugar de un retorno total del primer movimiento, hiciese una reintroducción de un preludio exclusivamente orquestal. Brahms compuso finalmente el tercer movimiento como una copia del preludio orquestal del primer movimiento con una instrumentación más rica y en do mayor.
Mientras Brahms fue reacio a romper la desesperación y la futilidad del segundo movimiento trayendo un regreso feliz al primero, algunos ven el regreso de Brahms al preludio orquestal como "un deseo por parte del compositor para aliviar la penumbra de la idea con que concluye el texto por el derramamiento de un rayo de luz sobre el todo, dejando una impresión de esperanza".

## Instrumentación
La obra está escrita para dos flautas, dos oboes, dos clarinetes, dos fagotes, dos trompas, dos trompetas, tres trombones, timbales, cuerdas y coro SATB.

## Movimientos
La obra está compuesta de tres movimientos:
- Adagio: Ihr wandelt droben im Licht. (Mi bemol mayor)
- Allegro: Doch uns ist gegeben. (Do menor)
- Adagio: Postludio orquestal (Do mayor)

## Texto
| Texto de Friedrich Hӧlderlin, Hyperion Schicksalslied. Hyperion, Volumen II. Ihr wandelt droben im Licht Auf weichem Boden selige Genieen! Glӓnzende Gӧtterlüfte Rühren Euch leicht, Wie die Finger der Künstlerin Heilige Saiten. Schicksallos, wie der Schlafende Sӓugling, atmen die Himmlischen; Keusch bewahrt, In bescheidener Knospe Blühet ewig Ihnen der Geist, Und die seligen Augen Blicken in stiller Ewiger Klarheit Doch uns ist gegeben Auf keiner Stӓtte zu ruh’n; Es schwinden, es fallen Die leidenden Menschen Blindlings von einer Stunde zur andern, Wie Wasser von Klippe Zu Klippe geworfen Jahrlang in's Ungewisse hinab. |